# ديزي نيومان
ديزي نيومان (بالإنجليزية: Daisy Newman)‏ (1904 - 1994)؛ كاتِبة وروائية أمريكية.